# Borbacha parviscripta
Borbacha parviscripta là một loài bướm đêm trong họ Geometridae.